# Kara no Shōjo
Kara no Shōjo (殻ノ少女) est un visual novel de type eroge développé et publié au Japon par Innocent Grey pour la version PC. Il est commercialisé au Japon le 4 juillet 2008 puis le 29 juin 2011 dans les magasins anglophones.

## Histoire
En 1956, dans un Japon venant de sortir de la Seconde Guerre mondiale, le détective privé Reiji Tokisaka (時坂玲人, Tokisaka Reiji) enquête sur des meurtres en série morbides à la demande de son ancien collègue du département de la Police Métropolitaine de Tokyo Kyozo Uozumi (魚住夾三, Uozumi Kyōzo). Ces crimes rappellent d'autres meurtres en série ayant eu lieu six ans auparavant et où la fiancée de Reiji avait perdu la vie, ce qui donne à ce dernier un grand désir de résoudre l'affaire. Reiji rencontre également Toko Kuchiki (朽木冬子 Kuchiki Tōko), une fille qui lui demande de trouver son vrai self. Dans un premier temps, Reiji n'est pas sûr de comprendre ce qu'elle demande avant de découvrir par la suite que Toko a un passé particulièrement compliqué qui pourrait avoir plus de liens avec la série actuelle de meurtres que Reiji aurait pu penser au départ. Pendant qu'il travaille à résoudre le nombre croissant de crimes à Tokyo, Reiji se garde du temps pour apprendre à connaitre Toko tout en tâchant, derrière la scène, de dissiper le mystère autour de son sombre passé.

## Développement
Kara no Shōjo est développé par Innocent Grey. Le concept original est de Miki Sugina.
Une audition pour trouver des seiyūs destinés aux cinq principaux personnages féminins de Kara no Shōjo s'est déroulée en janvier 2008. 254 personnes se sont présentés,.
En 2011, une suite du jeu est annoncée par Innocent Grey sous le titre provisoire Kara no Shōjo 2 (殻ノ少女2),. Le titre est éventuellement changé pour Kara no Shōjo: The Second Episode (虚ノ少女, Kara no Shōjo) avant d'être commercialisé le 8 février 2013.

## Commercialisation
La première démo de Kara no Shōjo est sortie le 4 mai 2008 avec une version complète planifiée pour le 4 juillet 2008. Les pré-commandes du jeu sont vendus avec un packaging spécial unique incluant un livre d'illustation de 82 pages.
Une version anglophone de Kara no Shōjo incluant des notes de traductions et culturelles sort le 29 juin 2011, à la suite d'une collaboration entre MangaGamer et tlwiki. Le jeu peut être commandé et téléchargé depuis le site internet de MangaGamer. MangaGamer commercialise  Kara no Shoujo : The Second Episode en anglais le 30 octobre 2015.

## Musique
Le générique d'ouverture de Kara no Shōjo, nommé Ruri no Tori (瑠璃の鳥) est joué par Haruka Shimotsuki. Azure, la bande sonore du jeu, est commercialisée le même jour que le jeu, le 4 juillet 2008,. Son compositeur est MANYO (まにょっ).

## Réception
Durant le mois de juin 2008, un mois avant la commercialisation de Kara no Shōjo le 4 juillet 2008, le jeu se hisse au sixième rang des jeux en pré-commande au Japon.

## Postérité

### Anime
Deux Original video animation sont produits par MS Pictures entre le 15 janvier 2010 et le 15 octobre 2010 au Japon.
L'anime est doublé par Hikaru Isshiki dans le rôle de Natsume Takashiro, Junichi Suwabe incarne Reiji Tokisaka, Shiho Kawaragi tient le rôle de Kyouko Hazuki.